# 반정 (법률)
반정(反定,renvoi)은 국제사법의 개념으로 A국법에 따르면 이 사건에 대해 B국의 법을 적용해야 하는데 B국법에서는 다시 A국법이나 C국법을 적용해야 하는 상황을 가리킨다.

## 숨은 반정
숨은 반정(숨은 反定,hidden renvoi)은 저촉규정(준거법의 지정이 필요한 상태를 해결하는 규정)이 명시적으로 존재하지 않지만 재판관할권 규정이 있는 경우 재판관할권 규정에 저촉규정이 숨겨져 있다고 보고 반정을 인정하는 것이다.